# Centaurea albofimbriata
Centaurea albofimbriata là một loài thực vật có hoa trong họ Cúc. Loài này được Centaurea albofimbriata mô tả khoa học đầu tiên.